# Shafi Goldwasser

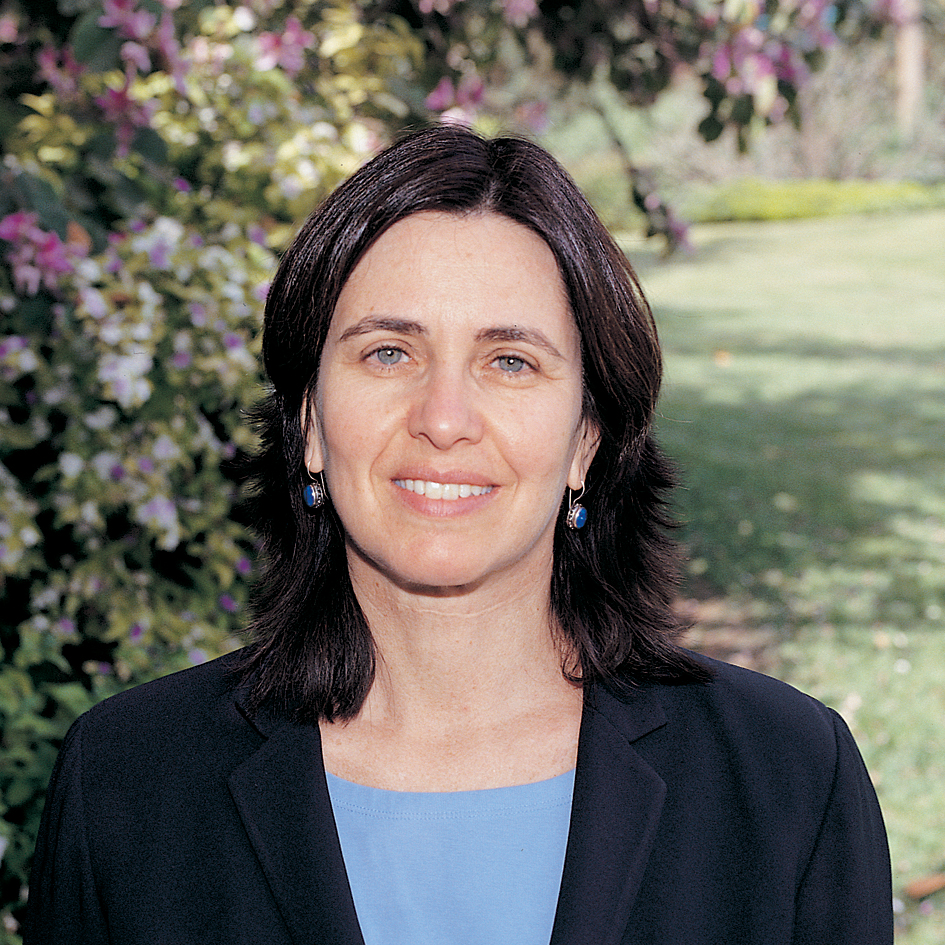
Shafi Goldwasser

Shafrira (Shafi) Goldwasser (New York, 1958), is een Israëlisch-Amerikaans informaticus die zich vooral bezighoudt met complexiteitstheorie en cryptografie. Ze is vooral bekend als een van de bedenkers van zero-knowledge-bewijzen. In 2012 kreeg ze samen met Silvio Micali een Turing Award.  

## Levensloop
Goldwasser werd in 1958 in New York geboren. Haar ouders waren Israëlisch, en daarom bezit ze zowel de Israëlische als de Amerikaanse nationaliteit. In 1979 behaalde ze een bachelorgraad in de wiskunde aan Carnegie Mellon University, en haalde daarna een mastergraad informatica aan de universiteit van Berkeley. Tijdens haar informaticastudie merkte ze dat ze meer geïnteresseerd was in theoretische onderwerpen. Ze begon een promotie bij Manuel Blum. In deze tijd begon haar samenwerking met Silvio Micali. Na haar promotie in 1984 ging ze aan de slag bij het MIT, waar ze inmiddels hoogleraar is. Sinds 1993 is ze daarnaast verbonden aan het Weizmann Instituut der Wetenschappen.
Goldwasser is getrouwd met Nir Shavit, een informaticus aan de Universiteit van Tel Aviv en MIT.

## Werk
Goldwasser werkt aan complexiteitstheorie, cryptografie en computationele getaltheorie. Ze houdt zich bezig met interactieve bewijsmethoden en is samen met Silvio Micali de bedenker van zero-knowledge-bewijzen, een manier om een ander van de waarheid van een uitspraak te overtuigen zonder een deel van het bewijs bekend te maken. Deze theorie is belangrijk voor het opstellen van cryptografische protocollen. Ook heeft ze gewerkt aan de classificatie van problemen; zo hielp ze problemen te identificeren die zelfs NP-moeilijk zijn als er slechts een benadering van het optimale resultaat gevraagd wordt.

## Prijzen
Goldwasser won tweemaal met haar co-auteurs een Gödelprijs, eenmaal in 1993 voor het ontwikkelen van interactieve bewijssystemen en eenmaal in 2001 voor werk in de complexiteitstheorie. In 2012 won Goldwasser met Silvio Micali de Turing Award.
1966: Alan J. Perlis ·
1967: Maurice V. Wilkes ·
1968: Richard Hamming ·
1969: Marvin Minsky ·
1970: J.H. Wilkinson ·
1971: John McCarthy ·
1972: Edsger Dijkstra ·
1973: Charles W. Bachman ·
1974: Donald E. Knuth ·
1975: Allen Newell, Herbert Simon ·
1976: Michael Rabin, Dana S. Scott ·
1977: John Backus ·
1978: Robert W. Floyd ·
1979: Kenneth E. Iverson ·
1980: Tony Hoare ·
1981: Edgar F. (Ted) Codd ·
1982: Stephen A. Cook ·
1983: Ken Thompson, Dennis M. Ritchie ·
1984: Niklaus Wirth ·
1985: Richard M. Karp ·
1986: John Hopcroft, Robert Tarjan ·
1987: John Cocke ·
1988: Ivan Sutherland ·
1989: William Kahan ·
1990: Fernando J. Corbató ·
1991: Robin Milner ·
1992: Butler Lampson ·
1993: Juris Hartmanis, Richard E. Stearns ·
1994: Edward Feigenbaum, Raj Reddy ·
1995: Manuel Blum ·
1996: Amir Pnueli ·
1997: Douglas Engelbart ·
1998: Jim Gray ·
1999: Frederick P. Brooks, Jr. ·
2000: Andrew Chi-Chih Yao ·
2001: Ole-Johan Dahl, Kristen Nygaard ·
2002: Ron Rivest, Adi Shamir, Leonard M. Adleman ·
2003: Alan Kay ·
2004: Vinton G. Cerf, Robert E. Kahn ·
2005: Peter Naur ·
2006: Frances E. Allen ·
2007: Edmund M. Clarke, E. Allen Emerson, Joseph Sifakis ·
2008: Barbara Liskov ·
2009: Charles Thacker ·
2010: Leslie Valiant ·
2011: Judea Pearl ·
2012: Shafi Goldwasser, Silvio Micali ·
2013: Leslie Lamport ·
2014: Michael Stonebraker ·
2015: Martin Hellman, Whitfield Diffie ·
2016: Tim Berners-Lee ·
2017: John L. Hennessy, David Patterson ·
2018: Yoshua Bengio, Geoffrey Hinton, Yann LeCun ·
2019: Patrick M. Hanrahan, Edwin E. Catmull ·
2020: Alfred Aho, Jeffrey Ullman ·
2021: Jack Dongarra ·
2022: Robert Metcalfe ·
2023: Avi Wigderson
- Association for Computing Machinery: 81100237195
- Bibsys: 90376377
- DBLP: g/ShafiGoldwasser
- Gemeinsame Normdatei: 1207166243
- International Standard Name Identifier: 0000 0001 1066 9590
- Library of Congress Control Number: n89672123
- Mathematics Genealogy Project: 35879
- Bibliotheek van het Japanse parlement: 01070223
- Nationale Bibliotheek van Israël: 987007437046305171
- Nederlandse Thesaurus van Auteursnamen: 242597289
- ORCID: 0000-0003-4728-1535
- Réseau des bibliothèques de Suisse occidentale: 02-A006097127
- Système universitaire de documentation: 109079183
- Virtual International Authority File: 63159637
- WorldCat: E39PBJj8QFX6W94BPPmJBHpQMP